# ピラタ・モルガン
ピラタ・モルガン（Pirata Morgan、本名：Pedro Ortiz Villanueva、1962年7月29日 - ）は、メキシコのプロレスラー。メヒコ州ネサワルコヨトルの出身。

## 来歴
兄オンブレ・バラのもとでトレーニングを積み、1979年2月20日にデビュー。1981年、試合中に負った事故で右目が見えなくなり、以降は眼帯をした海賊（パイレーツ / ピラタ）のギミックをトレードマークにルードとして活躍し、リングネームもヘンリー・モーガンからヒントを得た。
1983年4月22日にはハルコン・オルティスことエル・ハルコンのナショナル・ヘビー級王座に挑戦。1984年11月には全日本プロレスに初来日し、シングルでは2代目タイガーマスク、川田利明、大仁田厚らと対戦した。
1980年代はEMLLを主戦場に、エル・サタニコやMS1とのルード・トリオ「ロス・インフェルナレス（Los Infernales）」で活動。1985年3月10日にナショナル・トリオ王座を獲得したが、12月8日にブラソ・デ・オロ、エル・ブラソ、ブラソ・デ・プラタの「ロス・ブラソス」に奪取された。
ロス・インフェルナレスを脱退後、新たにジェリー・エストラーダ、兄のオンブレ・バラと海賊集団「ロス・ブカネロス（Los Bucaneros）」を結成。他のメンバーもモルガンに倣って眼帯をつけた。
1989年10月21日、ロス・インフェルナレスでの盟友だったエル・サタニコを破りNWA世界ライトヘビー級王座を獲得、11月17日にブラソ・デ・オロの挑戦を退けるも、12月8日にファビュロソ・ブロンディに敗退して王座から陥落。翌1990年6月にはFMWに来日。
1991年9月6日にはマスカラ・サグラダのナショナル・ライトヘビー級王座に挑戦。1992年7月11日にもピエロー・ジュニアが保持していた同王座に挑戦。以降、ライトヘビー級に度々挑戦し、一時はリンピオに転じた時期もあった。
1993年7月にAAAにロス・インフェルナレスとして突如登場。1994年11月にはWARに来日。
1997年12月13日にはプロモ・アステカでマスカラ・サグラダを破りIWC世界ヘビー級王座を獲得したが、1998年8月14日にラ・パルカに奪取された。
1999年1月にはWCWに出場。同年8月1日にはIWRGにてピエロー・ジュニアからIWRGインターコンチネンタル・ヘビー級王座を奪取。
2000年代に入りAAAに所属。2000年9月8日、エル・テハノと組んでペロ・アグアヨ・ジュニア&エクトール・ガルサを破りナショナル・タッグ王座を獲得。
2010年1月31日には実子のイホ・デ・ピラタ・モルガンとのコンビでIWRGインターコンチネンタル・タッグ王座を奪取。
2011年2月20日にはエル・ブラソ、エレクトロ・ショックとの3ウェイマッチでUWF・USヘビー級王座を獲得。11月1日には自身の持つUWF・USヘビー級王座とエル・プルポの持つUWA世界ライトヘビー級王座をかけたダブルタイトル戦を行った。

## 得意技
- セントーン
- トペ・スイシーダ
- ライガー・ボム

## 獲得タイトル
- ナショナル・ヘビー級王座 : 1回
- ナショナル・タッグ王座 : 1回（w / エル・テハノ）
- ナショナル・トリオ王座 : 2回（w / エル・サタニコ&MS1）
- NWAインターコンチネンタル・ヘビー級王座 : 1回
- CMLL世界トリオ王座 : 2回（w / エル・サタニコ&MS1）
- IWC世界ヘビー級王座 : 2回
- IWRGインターコンチネンタル・ヘビー級王座 : 2回
- IWRGインターコンチネンタル・トリオ王座 : 2回（w / イホ・デ・ピラタ・モルガン&ピラタ・モルガン・ジュニア）
- FULL・NRMヘビー級王座 : 1回[22]
- NRMジャイアント・デル・リング王座 : 1回[23]
- 連邦区ヘビー級王座 : 1回
- 連邦区トリオ王座 : 1回（w / イホ・デ・ピラタ・モルガン&ピラタ・モルガン・ジュニア）[24]
- IWFタッグ王座 : 1回（w / イホ・デ・ピラタ・モルガン）[25]
- NWAインターコンチネンタル・ヘビー級王座 : 1回
- UWF・USヘビー級王座 : 1回

## 家系
- 兄：オンブレ・バラ
- 弟?：ベルデューゴ
- 妹：ラ・マルケサ
- 実子：イホ・デ・ピラタ・モルガン、ピラタ・モルガン・ジュニア
- 娘：ペルラ・ネグラ
- 甥：2代目インディア･スー、オンブレ・バラ・ジュニア、コルサリオ、レイ・ブカネロ